# Asterodiscides lacrimulus
Asterodiscides lacrimulus is een zeester uit de familie Asterodiscididae.
De wetenschappelijke naam van de soort werd in 1977 gepubliceerd door Francis Rowe.